# Московська площа (Сімферополь)
Московська площа (крим. Moskova meydanı), розмовне Москільце — площа у Київському та у Залізничному районі міста Сімферополь.

## Опис
Московське кільце, розташоване на площі, — одна з важливих транспортних розв'язок у Сімферополі. Звідси розходяться дороги на всі напрямки півострова, серед яких і північний — у бік Москви. Саме тому кільце має таку назву.
Поєднує вулиці Київську, Гагаріна, Кечкеметську.
На площі знаходиться двадцятиповерхівка — найвища житлова будівля в Сімферополі, а також будинок «корабель» — названий так за зовнішню схожість із білим круїзним лайнером. За часів СРСР у будинку був найбільший гастроном району — «Московський».
Площа дала назву району Москільце.